# Shinjuku
Shinjuku (jap. 新宿区 Shinjuku-ku) – jeden z 23 specjalnych okręgów (dzielnic) japońskiej stolicy, Tokio, jedno z ważniejszych „podcentrów” miasta. Popularnie nazwa Shinjuku odnosi się do dużej dzielnicy rozrywkowej, biznesowej i handlowej wokół stacji Shinjuku.

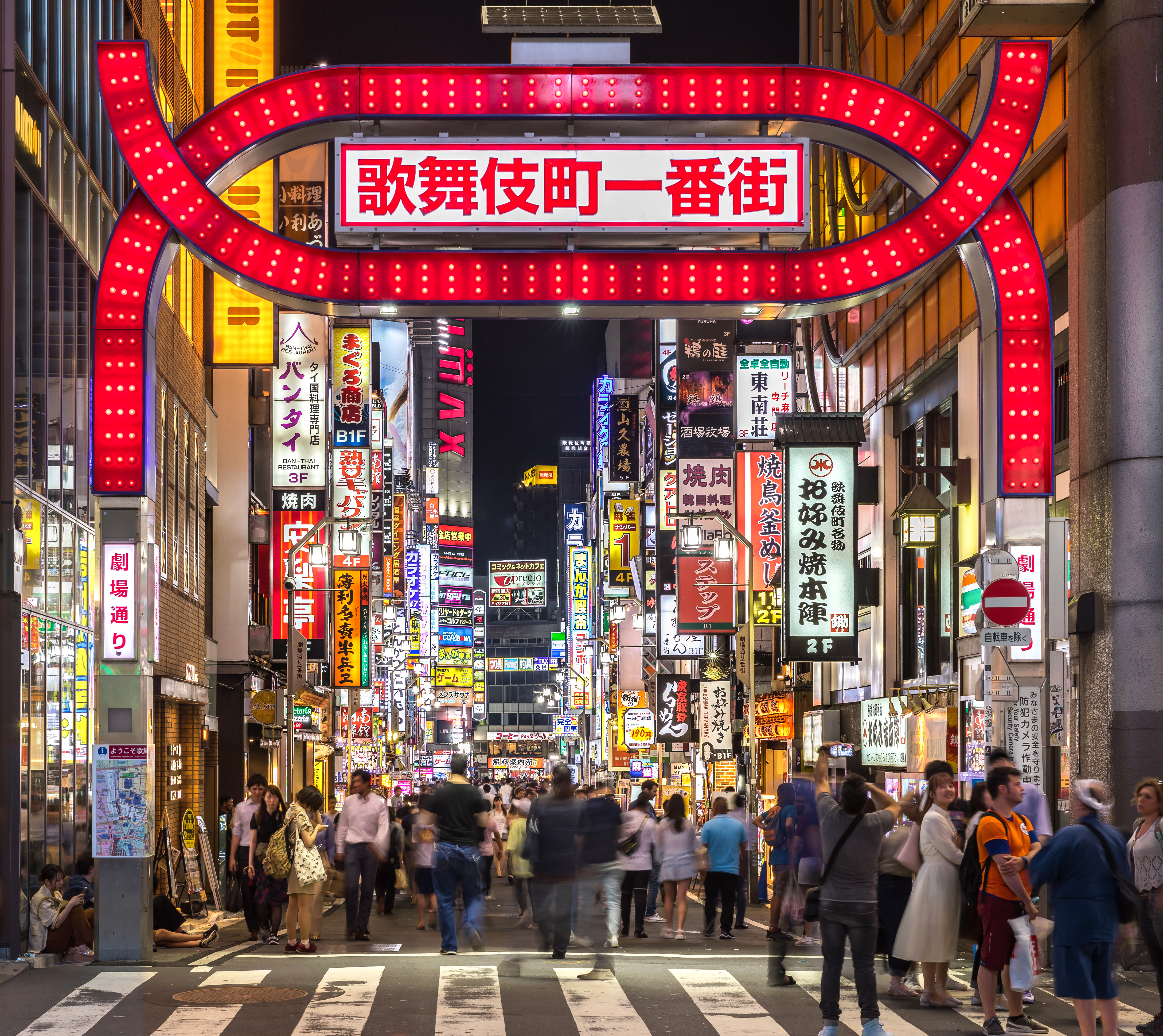
„Brama wejściowa” do kwartału Kabuki-chō

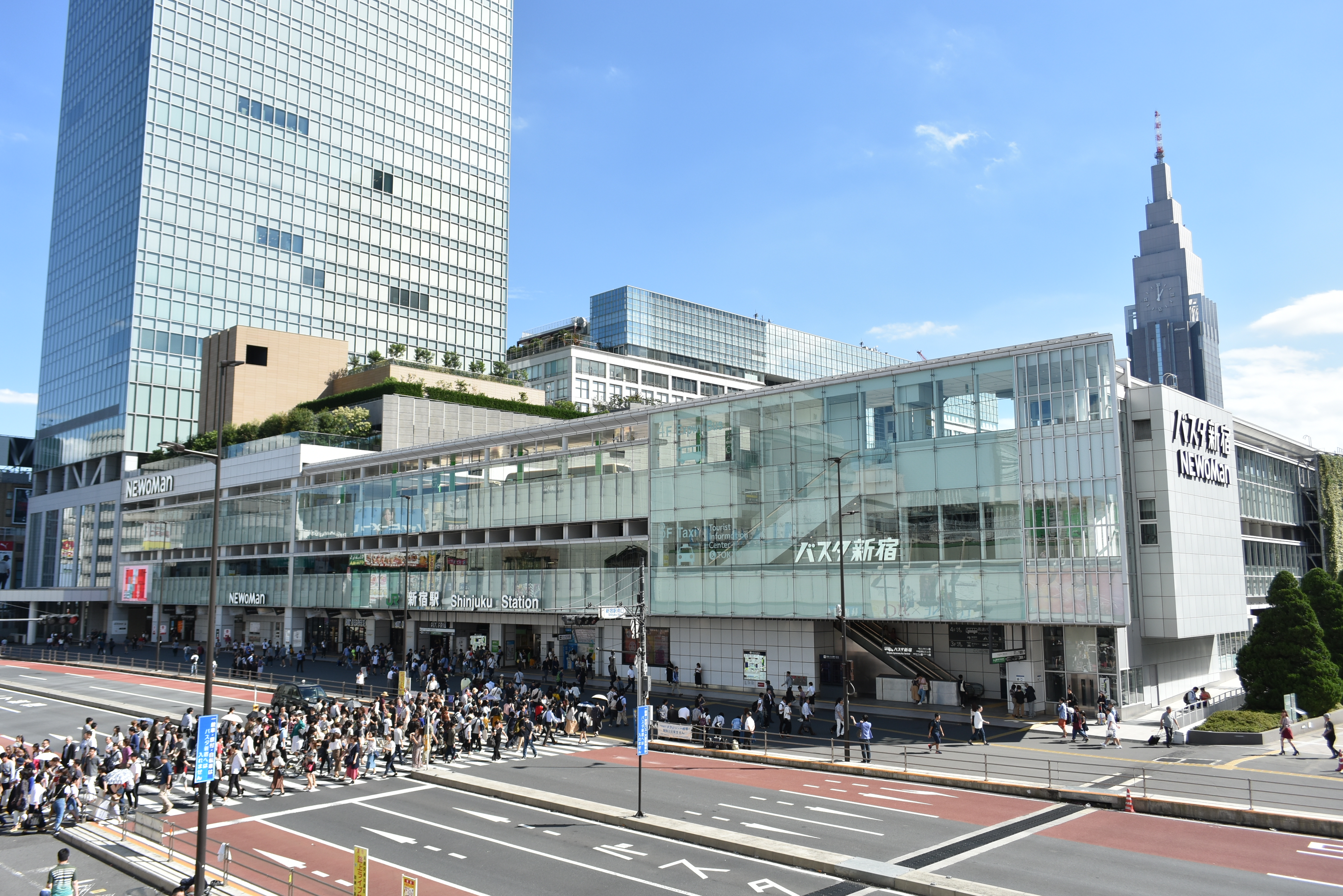
Shinjuku Expressway Bus Terminal

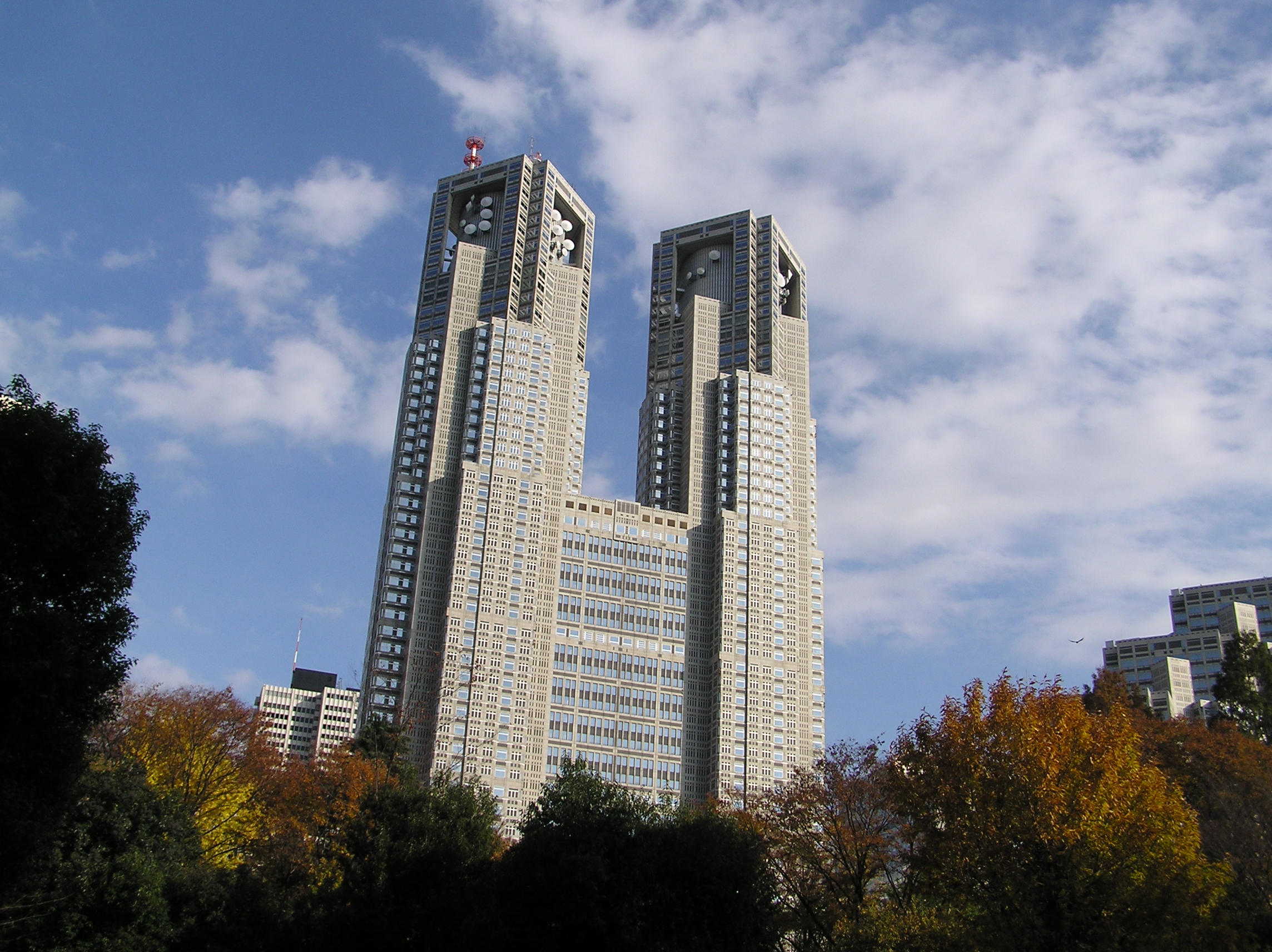
Budynek siedziby władz stolicy (powstał w 1990)

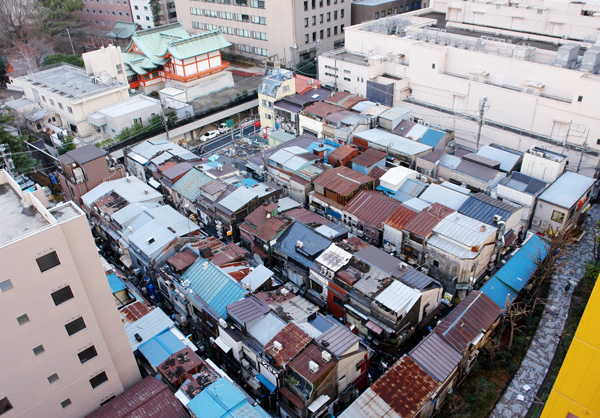
Shinjuku Golden Gai

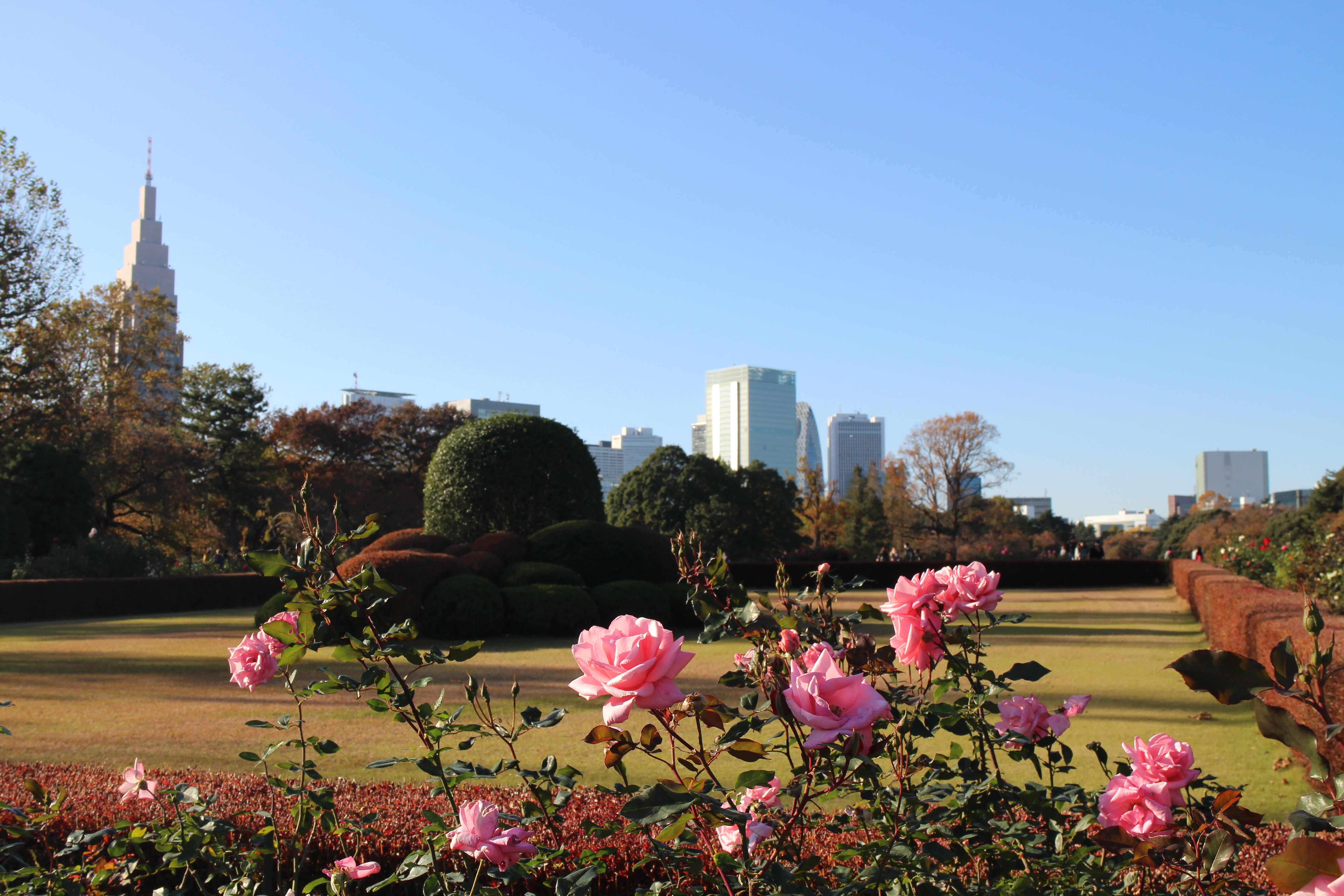
Shinjuku Gyo-en

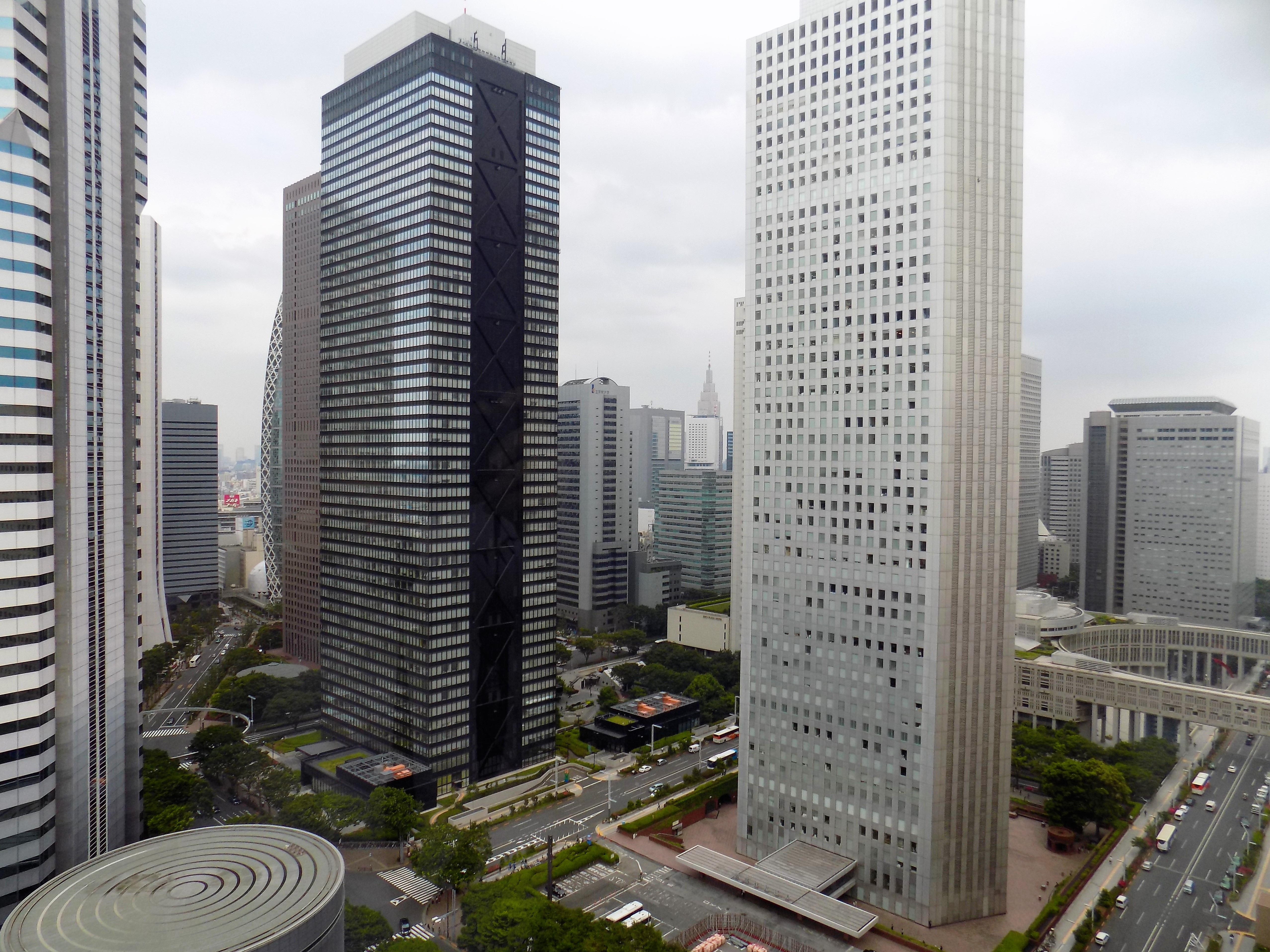
Wieżowce korporacji w Nishi-Shinjuku

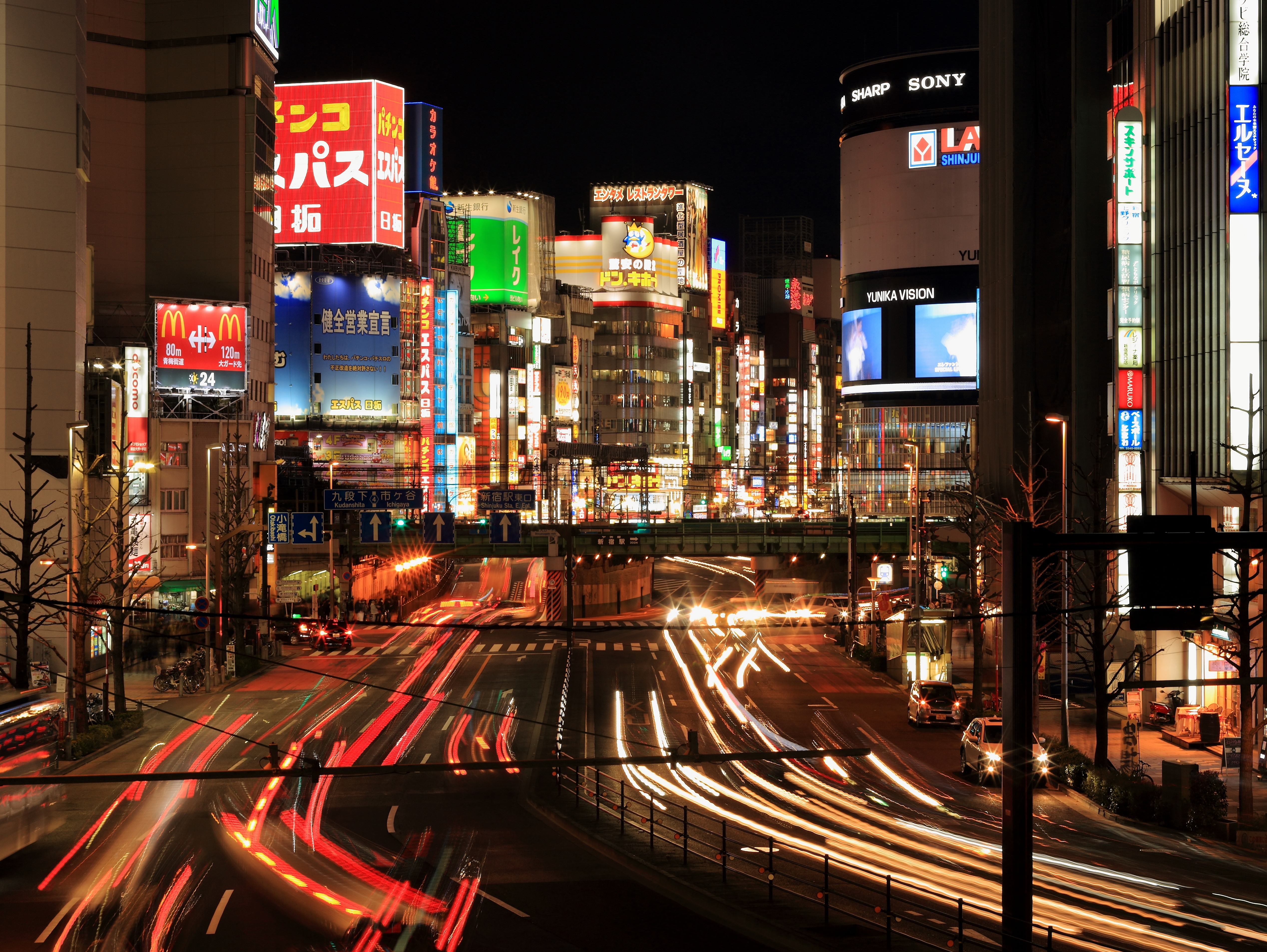
Ōme-kaidō nocą

Okręg ma powierzchnię 18,22 km². W 2020 r. mieszkały w nim 349 743 osoby, w 222 820 gospodarstwach domowych  (w 2010 r. 326 332 osoby, w 195 645 gospodarstwach domowych).
Okręg Shinjuku-ku został utworzony w 1947 r. po połączeniu trzech mniejszych okręgów-dzielnic: Ushigome-ku, Yotsuya-ku oraz Yodobashi-ku. W 2008 r. liczba ludności w okręgu wynosiła 312 418 mieszkańców, a gęstość zaludnienia 17 140 osób na km².
W Shinjuku mieszka stosunkowo wielu obcokrajowców, w tym w znacznej mierze pochodzących z Wietnamu, Nepalu, Mjanmy. W dniu 1 stycznia 2019 roku liczba rezydentów-cudzoziemców wyniosła 43 068 osób, co stanowiło 12,4% populacji dzielnicy. W ostatnich latach nastąpił znaczny napływ obcokrajowców z różnych krajów, zwłaszcza z Azji. Tokio jest domem dla ludzi ze 184 różnych krajów lub regionów, a ich liczba wyniosła 551 683 w 2019 roku.

## Historia
Shinjuku rozwinęło się wokół dworca kolei państwowych i towarzyszących mu trzech dworców kolei dojazdowych: Keiō, Odakyū i Seibu (nieco dalej na północy). Ewolucja Shinjuku jest przykładem radykalnego przekształcenia struktury wiejskiej w metropolitarną, dokonanego w niecałe sto lat przy współudziale miasta i kapitału prywatnego.
Naitō, właściciel ziemski (daimyō), stworzył w 1698 r. pocztową stację odpoczynkową na drodze Kōshū-kaidō. Miejsce to zostało nazwane Naitō Shinjuku, czyli „nowa stacja Naitō”. Miejsce było szczególne, ponieważ rozwidlały się tutaj: droga Ōme-kaidō prowadząca z Edo w kierunku Ōme (jej śladem biegnie też dzisiejsza Shinjuku-dōri) oraz droga Kōshū-kaidō biegnąca w kierunku miasta Hachiōji.
Jeszcze w latach 80. XIX w. Shinjuku było wsią, rozwiniętą łańcuchowo wzdłuż obu dróg. W końcu lat 20. XX w. mapy topograficzne pokazują już wykształcone wokół stacji kwartały zwartej zabudowy, otoczone obszarem zabudowy rozluźnionej.
W 1885 r. obie drogi przecięła kolejowa linia obwodowa Yamanote prywatnej kolei Nippon Tetsudō, a w latach 1889–1894 powstała poprzeczna linia prywatnej Kōbu Tetsudō. Od tego czasu stacja Shinjuku stała się węzłem kolejowym.
Tereny dawnego majątku Naitō przekształcono w park Shinjuku (Shinjuku Gyo-en), otwarty w 1906 roku.
Kōshū-kaidō uzyskała wiadukt nad torami kolei prawdopodobnie przed 1915 r., a oś drogi do Tokorozawy została natomiast odkształcona, wskutek budowy wiaduktu kolejowego nieco dalej na północ. Przekroczenie to zostało wykorzystane przez dzisiejszą Yasukuni-dōri, doprowadzoną do Shinjuku ok. 1940 roku.
Trasa tramwaju podmiejskiego Keiō, prowadzona wzdłuż Kōshū-kaidō dotarła do Shinjuku w 1915 roku. W tym czasie przedmieście było już obsługiwane od strony miasta liniami tramwajów tokijskich. Na ostatnim odcinku linia wiodła środkiem jezdni i kończyła się na wspomnianym rozwidleniu obu dróg. W latach 30. XX w. zbudowano dla niej duży dworzec, użytkowany do 1945 roku. W 1927 r. doszła osobna linia elektrycznej kolejki dojazdowej Odawara Kyūkō (obecnie Odakyū), prowadzona własnym korytarzem kończącym się dworcem położonym równolegle do stacji Kokutetsu. Były też dwie inne linie tramwajów podmiejskich, dochodzące od północnego zachodu.
Dzisiejsza dzielnica Shinjuku-ku została utworzona w 1947 roku, poprzez połączenie dzielnic: Yotsuya, Ushigome i Yodobashi.
W 1952 r. został otwarty w Shinjuku dworzec kolei Seibu, co przedłużyło linię uprzednio kończącą się w Takadanobaba (otwartą jeszcze w 1927). W 1961 doprowadzono pierwszą linię metra – Marunouchi. W 1945 r. linia Keiō została skrócona do nowego dworca położonego równolegle do dworca Odakyū, a w 1963 r. przełożona do tunelu. Oba dworce nadbudowano domami towarowymi. W 1978 r. powstała, równolegle do pierwszej, linia Keiō-Shinsen, połączona z linią metra Toei-Shinjuku.
Mimo że po wschodniej stronie dworca Shinjuku pierwsze przebicie ulicy na kierunku N-S datuje się na lata 30. (Meiji-dōri), i mimo że już wtedy powstawały okazałe gmachy (np. dom towarowy Isetan przy skrzyżowaniu Shinjuku 3-chōme), sieć uliczna i układ kwartałów w tym rejonie jest produktem restrukturyzacji dokonanej głównie w latach 50. i 60. XX wieku.
Tereny na zachód od kolei określano jako Yodobashi-chō. Na miejscu zajmowanym dzisiaj przez wieżowce Nishi-Shinjuku znajdowała się w latach 1898–1965 oczyszczalnia ścieków. Budowa wieżowców rozpoczęła się w latach 70. XX wieku. Ukoronowaniem procesu budowy dzielnicy biurowej stało się otwarcie w 1991 r. nowej siedziby „stołecznego ratusza” czyli Tokijskiego Zarządu Metropolitalnego (Tōkyō Tochō).
W 1991 r. ruch samochodów na Kōshū-kaidō został przełożony do tunelu idącego skrajem Parku Shinjuku. Wreszcie, w dwóch etapach (1997 i 2000) otwarto linię metra Toei-Ōedo, obsługującą osiowo dzielnicę wieżowców Nishi-Shinjuku.

## Geografia
Shinjuku-ku leży w środkowej części Tokio pomiędzy okręgami Chiyoda na wschodzie, Bunkyō i Toshima na północy, Nakano na zachodzie oraz Shibuya i Minato na południu. Zachodnia granica okręgu przebiega wzdłuż rzeki Kanda, wschodnia (w rejonie Ichigaya i Yotsuya) – wzdłuż wąwozu częściowo osuszonej fosy dawnego pierścienia wewnętrznego domów samurajskich. Najwyższym wzniesieniem jest wzgórze Hakone o wysokości 44 metrów n.p.m.
Teren okręgu w większości pokryty jest gęstą zabudową jednorodzinną. Zabudowa wysoka skupia się głównie w Nishi-Shinjuku. Są to m.in. wieżowce wielkich korporacji i siedziba władz Tokio.
Enklawami zieleni i zabudowy o dużej skali są też kompleksy: Uniwersytetu Waseda na wschód od stacji Takadanobaba) i Ministerstwa Obrony (Bōei-shō) z siedzibą w Ichigaya.
Dzielnica Shinjuku obejmuje też część zespołu sportowego „Ogrodów Zewnętrznych Chramu Meiji” (Meiji-Jingū Gai-en) ze Stadionem Narodowym i głównym stadionem baseballowym.

## Centrum
Dworce wszystkich kolei, tworzące kompleks Shinjuku, stanowią najbardziej obciążony kompleks dworcowy na świecie (3,5 mln pasażerów dziennie). Trudno to zgadnąć na podstawie ich wyglądu, ponieważ dworce są zdominowane przez kompleks domów towarowych.
Wschodnia część dzielnicy stanowi mieszaninę handlu i nocnej rozrywki. Rozrywki „dla dorosłych” (porno-kina, kluby itp.) skupiają się przede wszystkim w rejonie Kabuki-chō (współczesna wersja Yoshiwary w Edo), położonym koło dworca Seibu, po północnej stronie ulicy Yasukuni-dōri. W pobliżu chramu Hanazono-jinja znajduje się "Golden-Gai". Shinjuku 3-chōme jest mieszaniną rozrywki i handlu, zaś w Shinjuku 2-chōme wyrosła największa w Japonii enklawa gejowska.
Po zachodniej stronie kolei, w Nishi-Shinjuku, dominuje największe w stolicy skupisko wieżowców, z charakterystyczną siedzibą władz metropolitalnych, tworzącą wraz z salą posiedzeń wielką osiową kompozycję. Na południowy wschód od biurowców – Nowy Teatr Narodowy (Shin-Kokuritsu Gekijō), mieszczący m.in. scenę operową　(tzw. "Tokyo Opera City"). Skupisko biurowców oddziela od samego dworca kilka kwartałów ciasnej, niższej zabudowy, do których nadal odnosi się tradycyjna nazwa dzielnicy – Yodobashi. Jest to "zagłębie" sklepów z aparatami fotograficznymi.
Shinjuku jest dzielnicą kontrastów: w samym środku dzielnicy, "przyklejona" do wiaduktu kolei, zachowała się grupa starych domów Omoide Yokochō, zaadaptowanych na sklepy i gastronomię. Wielka, pełna reklam ulica Shinjuku-dōri wychodzi nieoczekiwanie na wiadukt kolejowy, pod którym wiedzie dalej ciemne i niskie piesze przejście. Sto pięćdziesiąt metrów od wieżowców rozciąga się już Tokio małych jednorodzinnych domów i ciasnych ulic.
W ostatnich latach wieżowce (m.in. zarządu kolei JR Higashi Nihon) i domy towarowe (kompleks "Times Square") powstały również na południe od wiaduktu ulicy Kōshū-kaidō, formalnie na terenie dzielnicy Shibuya-ku, w rejonach Yoyogi i Sendagaya. Wzniesiony tam wieżowiec "NTT DoCoMo" ma charakterystyczną, nowojorską sylwetę.
- Shinjuku Gyo-en (新宿御苑, Park Shinjuku) – na południe od "2-chōme"; rozległy kompleks zieleni z ogrodem japońskim, angielskim, francuskim i dużą palmiarnią.
- Waseda (早稲田) – z siedzibą Uniwersytetu Waseda
- Takadanobaba (高田馬場)
- Ōkubo (大久保) – dzielnica z dużą społecznością Koreańczyków
- Kagurazaka (神楽坂)
- Ichigaya (市谷) – komercyjna dzielnica Shinjuku, znajdująca się w jego wschodniej części